# Alash’le Abimiku
 (octobre 2019).
Alash'le Grace Abimiku est la directrice exécutive du Centre de recherche international d'excellence de l'Institut de virologie humaine du Nigeria (en) et professeure de virologie à l'école de médecine de l'université du Maryland.

## Biographie
Abimiku est née au Nigeria. Elle a étudié la microbiologie à l'Université Ahmadu Bello. Elle a ensuite étudié à la London School of Hygiene and Tropical Medicine, où elle a obtenu une maîtrise en 1983 et un doctorat en 1998,. Elle s'est spécialisée en rétrovirologie, en particulier en la protection contre les infections causées par la bactérie Campylobacter jejuni.

### Recherche et carrière scientifique
Après avoir obtenu son doctorat, Abimiku a travaillé comme chercheuse postdoctorale auprès de Robert Gallo à l'Institut national du cancer (États-Unis), où elle a développé des collaborations entre des scientifiques de son pays, le Nigeria, et des chercheurs de l'école de médecine de l'Université du Maryland.
Gallo et Abimiku ont inauguré le Centre international pour la culture scientifique - Centre mondial de recherche sur le SIDA à Jos. Bien qu'Abimiku ait prévu d'isoler une souche particulière du VIH (en), elle a découvert qu'elle devait se concentrer sur le dépistage de base et l'éducation communautaire. Finalement, elle a étudié la souche du VIH qui prévaut au Nigeria, identifiant qu'il s'agissait du sous-type non-B lié au sous-type G du VIH (en),. Abimiku a appelé à l'inclusion des souches africaines dans les études sur le vaccin anti-SIDA (en). En 2004, elle a aidé à établir un partenariat avec le Nigeria grâce au financement du President's Emergency Plan for AIDS Relief (PEPFAR). Abimiku étudie le rôle du VIH dans la pathogenèse de la maladie et les effets de la co-infection par la tuberculose et par le VIH. Elle a examiné l'épidémiologie moléculaire et l'évolution des sous-types et la résistance du VIH, l'élaboration de cohortes d'études épidémiologiques sur le VIH et l'épidémiologie de virus sélectionnés.
Les Nigérians sont parmi les plus susceptibles de souffrir de tuberculose et de VIH dans le monde, ce qui les rend plus susceptibles de souffrir de tuberculose multirésistante (en) (TB-MR), une maladie aéroportée. En 2010, Abimiku et l'Institut de virologie humaine du Nigeria (en) ont ouvert un laboratoire de biosécurité de niveau 3, le premier du genre en Afrique, pour la recherche de la prévalence de la TB-MR (en). Le laboratoire, qui est conteneurisé avec des préfiltres pour résister aux vents secs et poussiéreux, peut également rechercher la tuberculose extrêmement résistante aux médicaments (XDRTB). Il comprend un laboratoire à pression négative qui permet la manipulation d’agents infectieux. Ce laboratoire a soutenu les objectifs et le diagnostic précoce de l'ONUSIDA 90-90-90.
En 2012, Abimiku a développé un dépôt de la Société internationale pour les dépôts biologiques et environnementaux (IBSER (en)) capable de traiter et de stocker des échantillons biologiques,. Le dépôt a été financé par le programme H3 Africa (Hérédité Humaine et Santé en Afrique) des National Institutes of Health (États-Unis), lancé par Charles Rotimi.
Abimiku a participé à la transition du PEPFAR vers une situation dans laquelle les gouvernements locaux et les organisations autochtones sont responsables de la prise en charge des personnes infectées par le VIH. L'Institut de virologie humaine du Nigeria (en) agit pour soutenir le mouvement en faveur d'un contrôle local. En 2018, elle a co-fondé le Centre de Recherche International d'Excellence situé à l'Institut de virologie humaine du Nigeria (en). Le centre mettra l'accent sur le renforcement des capacités des scientifiques africains et sur le soutien à la recherche qui concerne particulièrement le pays.

### Service académique
Abimiku est membre du groupe de conseil de l'Université du Cap et du Plan directeur pour la recherche et le développement de l'Organisation mondiale de la santé. Elle a été présidente du conseil d'administration de la Société Africaine de Médecine de Laboratoire et membre du conseil d'administration de l'Institut Nigérian de Recherche Médicale,,. Auparavant, elle a siégé au comité consultatif sur le vaccin anti-VIH de l'Organisation mondiale de la santé et au programme de vaccination contre le SIDA. Elle siège au Comité d'Études Longitudinales sur la Population du Wellcome Trust.

## Publications
Parmi ses publications se démarquent :
- Laboratory diagnosis of tuberculosis in resource-poor countries: challenges and opportunities[21]
- Patient Retention and Adherence to Antiretrovirals in a Large Antiretroviral Therapy Program in Nigeria: A Longitudinal Analysis for Risk Factors[22]
- Update on HIV-1 diversity in Africa: a decade in review[23]